# Zdzisław Ruszkowski
Zdzisław Ruszkowski (ur. 5 lutego 1907 w Tomaszowie Mazowieckim, zm. 18 maja 1991 w Londynie) – polski malarz tworzący na emigracji w Wielkiej Brytanii.

## Życiorys
Syn malarza Wacława Ruszkowskiego (1868-1934) i jego żony Karoliny (1875-1973), do drugiego roku życia wychowywał się w Kaliszu. Wybuch I wojny światowej zastał ich podczas pobytu w letnim domu w Brańszczyku, nie mogąc powrócić do Kalisza wyjechali do Rosji, skąd wrócili na początku rewolucji październikowej. Zdzisław Ruszkowski już wówczas pod kierunkiem ojca malował sceny batalistyczne, konie i pejzaże. W Kaliszu ponownie zamieszkali w 1918, od 1925 studiował w krakowskiej Akademii Sztuk Pięknych w pracowniach Józefa Mehoffera, Wojciecha Weissa, Stanisława Kamockiego oraz Władysława Jarockiego. W 1929 odbył służbę wojskową, a następnie wyjechał do Warszawy, gdzie kontynuował studia na Akademii Sztuk Pięknych u Felicjana Szczęsnego Kowarskiego i Leonarda Pękalskiego. Dołączył do ugrupowania artystycznego Pryzmat, z którym wystawiał prace w Instytucie Propagandy Sztuki, w 1933 w pierwszej wystawie ugrupowania zaprezentował swój obraz "Pejzaż z Żoliborza", również w 1933 ukończył studia. W 1934 w Brańszczyku zmarł Wacław Ruszkowski, rok później Zdzisław Ruszkowski wyjechał do Paryża, był to wyjazd na stałe. Początkowo żył z pieniędzy pozostawionych przez ojca, później stał się rezydentem znajomych, przyjaciół i krewnych, umożliwiało mu to uprawianie sztuki wolnej od troski o środki na utrzymanie. Podróżując z innymi odwiedził większą część Francji i Hiszpanii, tworzył również w Wielkiej Brytanii, Irlandii, Włoszech i na Cyprze. Zafascynowany twórczością Paula Cézanne'a w 1936 wyjechał do Aix-en-Provence, aby móc obejrzeć krajobraz, który ten wielki artysta malował. Poznał tam polskiego artystę Jana Wacława Zawadowskiego, z którym się zaprzyjaźnił i który użyczył mu swojego studia na wsi, gdzie poznał Matthew Smitha. W 1938 przesłał swoje prace do Polski na drugą wystawę ugrupowania Pryzmat. Po wybuchu II wojny światowej wstąpił w szeregi Wojska Polskiego we Francji, po wkroczeniu Niemców do Francji pieszo przedarł się przez Pireneje szukając schronienia w Hiszpanii, skąd przez Portugalię dostał się do Gibraltar, a stamtąd do Szkocji. W 1941 wystawił swoje prace w Royal Scottish Academy of Art, w tym samym roku poślubił Jennifer McCormack, od tego momentu dzielił swój czas pomiędzy Londynem, Kornwalią i pracownią w Lyme Regis w Dorset. W 1946 uczestniczył w "The London Gropu Exhibition", a w 1948 w Roland Browse and Delbanco Gallery miał swoją pierwszą wystawę indywidualną. W pierwszych latach wojnie przez krótki czas interesował się postimpresjonizmem, ale już na początku lat pięćdziesiątych zaczął realizować swoje własne wizje płynące z jednostkowego postrzegania natury. W 1951 poznał Toma Laughtona, kolekcjonera sztuki i hotelarza ze Scarborough, obu mężczyzn połączyła wieloletnia przyjaźń. Ruszkowski przeżywał wówczas kryzys twórczy, za namową Laughtona od nowa zaczął tworzyć. W 1959 obaj odwiedzili Loch Maree w Szkocji, przy pomocy Toma Laughtona naprawił starą chatę, a stodołę przebudował na studio. Spędził tam dwa bardzo twórcze sezony latem 1960 i 1961. Pomiędzy 1950 a 1980 Zdzisław Ruszkowski wiele razy wystawiał swoje prace w Wielkiej Brytanii m.in. w Leicester Gallery, Roland, Browse & Delbanco Gallery oraz Jablonsky Gallery i zachodniej Europie, podczas plenerów rozpoczynał malować, ale większość obrazów dokańczał w swoim studiu w Londynie lub w Lyme Regis. W 1957 po raz pierwszy od wyjazdu odwiedził Polskę, powrócił tu jeszcze w 1963, 1970 i w 1973, gdy zmarła jego matka. W 1984 zmarł Tom Laughton, jego kolekcja prac Ruszkowskiego liczyła wówczas 182 obrazy, z czego 9 podarował galerii w Scarborough. W tym samym roku Zdzisław Ruszkowski zaczął mieć poważne problemy ze wzrokiem i postanowił skupić się na rzeźbie, kilka razy odbył z żoną podróż do Grecji i Włoch. W 1989 i 1990 Ambasada RP w Wielkiej Brytanii zorganizowała w Galerii Middlesborough dwie wystawy prac Zdzisława Ruszkowskiego z kolekcji Michaela Simonowa. W grudniu 1990 w Schwartz Sackin Fine Arts w Londynie miała miejsce ostatnia wystawa jego prac. Nie mogąc malować zapadł na depresję, w kwietniu 1991 ostatni raz próbował malować, załamany doznał udaru i zmarł 18 maja 1991 w Londynie.